# NGC 1547
NGC 1547 (другие обозначения — ESO 550-18, MCG -3-11-20, PGC 14794, IRAS04149-1758) — спиральная галактика в созвездии Эридана. Открыта Фрэнком Ливенвортом в 1885 году. Описание Дрейера: «довольно тусклый, довольно маленький объект неправильной округлой формы, похож на скопление или туманность со звёздами». Галактика удаляется от Млечного Пути со скоростью 9570 км/с и находится на расстоянии 445 миллионов световых лет. Диаметр галактики составляет 170 тысяч световых лет.
Этот объект входит в число перечисленных в оригинальной редакции «Нового общего каталога». Вторая версия Индекс-каталога содержит исправленные координаты относительно указанных в Новом общем каталоге.